# C. Brian Haselgrove
Colin Brian Haselgrove (26 septembre 1926 – 27 mai 1964) est un mathématicien anglais surtout connu pour avoir réfuté la conjecture de Pólya en 1958.